# Ridkolissea, Monastîrîska
Ridkolissea (în ucraineană Рідколісся) este un sat în comuna Horișnea Slobidka din raionul Monastîrîska, regiunea Ternopil, Ucraina.

## Demografie
Componența lingvistică a localității Ridkolissea
     Ucraineană (100%)
Conform recensământului din 2001, toată populația localității Ridkolissea era vorbitoare de ucraineană (100%).